# Nowe Ręczaje

Nowe Ręczaje (prononciation : [ˈnɔvɛ rɛnˈt͡ʂajɛ]) est un village polonais de la gmina de Poświętne dans le powiat de Wołomin de la voïvodie de Mazovie dans le centre-est de la Pologne.
De 1975 à 1998, le village appartenait administrativement à la voïvodie de Siedlce.

Nowe Ręczaje [ˈnɔvɛ rɛnˈt͡ʂajɛ] est un village polonais de la gmina de Poświętne dans le powiat de Wołomin et dans la voïvodie de Mazovie.